# Troféu Vanguarda
O Troféu Vanguarda é uma honraria especial apresentada no contexto do Prêmio Multishow de Música Brasileira, criada para reconhecer artistas que se destacaram por sua inovação, impacto e contribuição duradoura para a música e cultura brasileira. Lançado em 2024, o troféu é parte do Prêmio Multishow, que, desde sua criação em 1994, se consolidou como a maior premiação musical do Brasil, destacando os principais talentos e produções da indústria brasileira em diversas categorias.
Inspirado por premiações internacionais que celebram trajetórias artísticas marcantes, o Troféu Vanguarda tem como objetivo homenagear grandes nomes da música cuja obra transcenda os limites do convencional, moldando novos caminhos para a indústria musical. A iniciativa simboliza o compromisso do Multishow em acompanhar as transformações da música brasileira e mundial, celebrando artistas cujo impacto cultural e legado vão além do palco e dos estúdios de gravação.
A primeira homenageada do Troféu Vanguarda é a cantora Anitta, escolhida por sua trajetória singular, marcada pela constante inovação musical e habilidade de misturar diferentes estilos, como funk, pop, reggaeton e música eletrônica, criando uma sonoridade única e universal. Sua projeção internacional, parcerias com grandes nomes da música global e a popularização do funk brasileiro no exterior consolidaram sua posição como uma das artistas mais influentes da música latina da atualidade. Além de sua relevância musical, Anitta também é reconhecida por seu ativismo, empoderamento feminino e um legado cultural que transcende o âmbito artístico.
Embora o Prêmio Multishow já tenha homenageado artistas em edições anteriores por suas contribuições, o Troféu Vanguarda é a primeira iniciativa exclusiva para homenagear carreiras de grande impacto.

## Receptores
| Ano  | Receptor(a) | Receptor(a) | Justificativa | Ref.   |
| ---- | ----------- | ----------- | --- | ------ |
| 2024 |             | Anitta      | Reconhecida por sua inovação musical, mistura de estilos, projeção internacional e legado como uma das artistas mais influentes da música latina. Apresentado por Fernanda Abreu. | [ 12 ] |